# Bénivay-Ollon
Bénivay-Ollon é uma comuna francesa na região administrativa de Auvérnia-Ródano-Alpes, no departamento de Drôme. Estende-se por uma área de 9,03 km². Em 2010 a comuna tinha 71 habitantes (densidade: 7,9 hab./km²).